# Jean-Philippe Loys de Chéseaux
Jean-Philippe Loys de Cheseaux (Losanna, 4 maggio 1718 – Parigi, 30 novembre 1751) è stato un astronomo svizzero.

## Biografia
Nel 1746 presentò una lista di nebulose, otto delle quali furono scoperte da lui, alla Accademia francese delle scienze. Guillaume Le Gentil studiò la lista privatamente nel 1759, ma fu presentata al pubblico solo nel 1892 da Guillaume Bigourdan. Cheseaux fu tra i primi ad enunciare, nella sua forma moderna, quello che successivamente sarà conosciuto come il Paradosso di Olbers (come è possibile che il cielo notturno sia buio nonostante l'infinità di stelle presenti nell'universo?).

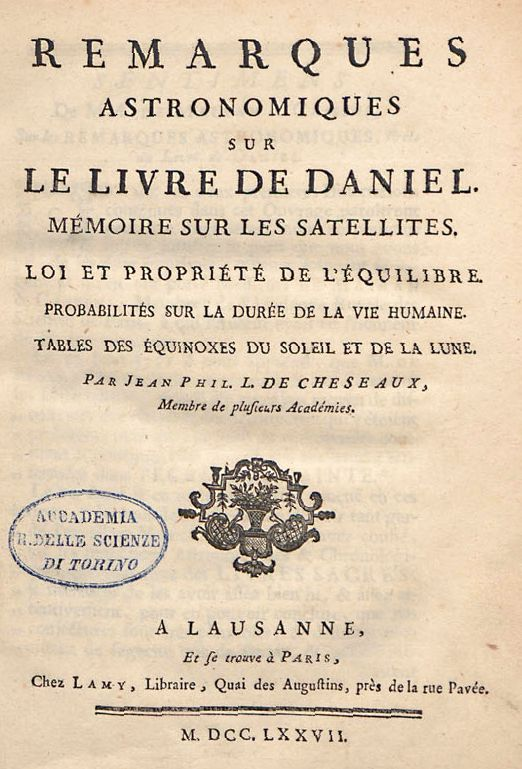
Frontespizio di Remarques astronomiques sur le livre de Daniel

Cheseaux fece anche alcune ricerche di cronologia biblica, tentando di datare la crocifissione di Gesù e analizzando le osservazioni astronomiche nel Libro di Daniele. Questo lavoro fu pubblicato postumo in Mémoires posthumes de M. de Cheseaux (1754).
Era fratello di Charles-Louis Loys de Cheseaux.

## Opere
- (FR) Traité de la comete qui a paru en decembre 1743 et en janvier, fevrier et mars 1744, Losanna, Marc Michel Bousquet & C., 1744.
- (FR) Remarques astronomiques sur le livre de Daniel, Losanna, Pierre Michel Lamy, 1777.